# Dog Fashion Disco
Dog Fashion Disco es una banda experimental originaria de Rockville, Estados Unidos que existió entre 1996 y 2007 antes de separarse. El 10 de octubre de 2013 se volvieron a juntar oficialmente.

## Historia
Dog Fashion Disco se considera principalmente como una banda de Avant-garde metal (Metal de vanguardia) y se destaca por la combinación de muchos estilos diferentes de música (rock psicodélico de los '70, jazz, recital de piano, música y voz de circo, entre otros). El contenido de las letras de la banda es a menudo muy esotérico y satírico, con constantes referencias irónicas hacia a lo oculto, el consumo de drogas y la mutilación. Una gran influencia en el sonido de la banda fue la banda californiana, Mr. Bungle.
Son a menudo conocidos como DFD y originalmente se llamaron Hug the Retard, pero cambiaron su nombre por el de Dog Fashion Disco antes de lanzar cualquier material, ya que consideraban que el nombre Hug the Retard (Abraza al retardado) era demasiado ofensivo y podría costarles fanes. Desde que se llaman DFD, el sonido de la banda básicamente sigue siendo el mismo a pesar de la salida de diversos miembros de la banda a lo largo de la última década.

## Miembros

### Última formación
- Todd Smith - voz
- Jasan Stepp - guitarra
- Brian "Wendy" White - bajo
- John Ensminger - batería
- Jeff Siegel - teclados
- Matt Rippetoe - vientos

### Miembros anteriores
- Greg Combs - guitarra
- Sennen Quigley - guitarra, teclados
- Mark Ammen - bajo
- Stephen Mears aka "Grand Master Super Eagle Sultan" - bajo
- Mike "Ollie" Oliver - batería
- Tim Swanson - teclados
- Kristen Ensminger - trompeta
- Geoff Stewart - saxofón
- Jason Stevens - guitarra

## Discografía
| Fecha de lanzamiento    | Título                                        | Sello             |
| 1997                    | Erotic Massage                                | Autoeditado       |
| 1998                    | Experiments in Alchemy                        | Autoeditado       |
| 2000                    | The Embryo's in Bloom                         | Outerloop Records |
| 6 de marzo de 2001      | Anarchists of Good Taste                      | Spitfire Records  |
| 3 de septiembre de 2001 | Mutilated Genitals (EP)                       | Spitfire Records  |
| 6 de mayo de 2003       | Committed to a Bright Future                  | Spitfire Records  |
| Junio de 2004           | Day of the Dead (EP)                          | Autoeditado       |
| 25 de enero de 2005     | The City is Alive Tonight...Live in Baltimore | Artemis Records   |
| 4 de abril de 2006      | Adultery                                      | Rotten Records    |
| 28 de octubre de 2008   | Beating a Dead Horse to Death... Again        | Rotten Records    |

### Compilados
Dog Fashion Disco ha aparecido en diversos discos compilados
- Sounds from the Trenches Vol II – "Baby Satan"
- Feoh 2004: Summer Dying Fast – "Rat on a Sinking Ship"
- Kerrang! Magazine's The Best of 2001 – "Mushroom Cult"
- The Devil's Music - Volume 3 – "Leper Friend"
- JägerMusic Rarities 2004 – "G. Eye Joe"
- We Reach: The Music of the Melvins – "Anaconda"

### DVD
- DFDVD (15 de junio de 2004)
- DFD-Day (Bonus DVD con The City is Alive Tonight...Live in Baltimore (25 de agosto de 2005))